# موجة الحر في أوروبا 2022

أثرت موجات الحر المستمرة في شهري يونيو ويوليو عام 2022 على أجزاء من وسط وجنوب وغرب أوروبا، مما تسبب في اندلاع حرائق الغابات وجرت عمليات إجلاء والكثير من الوفيات المرتبطة بالحرارة، ففي شهر حزيران/يونيو بلغت درجات الحرارة ما بين 40–43 °م (104–109 °ف) في أجزاء من أوروبا، وكان أشدها في فرنسا، حيث تجاوزت العديد من الأرقام القياسية السابقة. حدثت موجة حرارة ثانية في منتصف تموز/يوليو، امتدت شمالًا إلى المملكة المتحدة، حيث تجاوزت درجات الحرارة 40 °م (104 °ف) لأول مرة في تاريخ المملكة. عزا علماء المناخ شدة موجة الحرارة إلى تغيّر المناخ بسبب الاحتباس الحراري. جديرٌ بالذكرِ أنَّ أعلى درجة حرارة مسجَّلة هي 47.0 °م (116.6 °ف) في منطقة بينهاو في البرتغال وذلك 14 تموز/يوليو.

## الأرصاد الجوية
كانت موجة الحر في شهر يونيو نتيجة تفاعل بين الضغوط العالية التي تولد استقرارًا في الغلاف الجوي، والعاصفة الاستوائية أليكس، وأشعة الشمس القوية في الصيف الشمالي والكتلة الهوائية المنبثقة من شمال إفريقيا التي دخلت شبه الجزيرة الأيبيرية محملة بالغبار المعلق الذي تسبب في حدوث ضباب في وسط وجنوب شبه الجزيرة.
ربط علماء المناخ الحرارة الشديدة بتأثير الاحتباس الحراري وتغير المناخ، ويتوقع الخبراء أن التغيرات في التيار النفاث نتيجة لتغير المناخ ستسبب موجات حرارية متكررة في أوروبا.

## حسب البلد

### فرنسا

#### يونيو

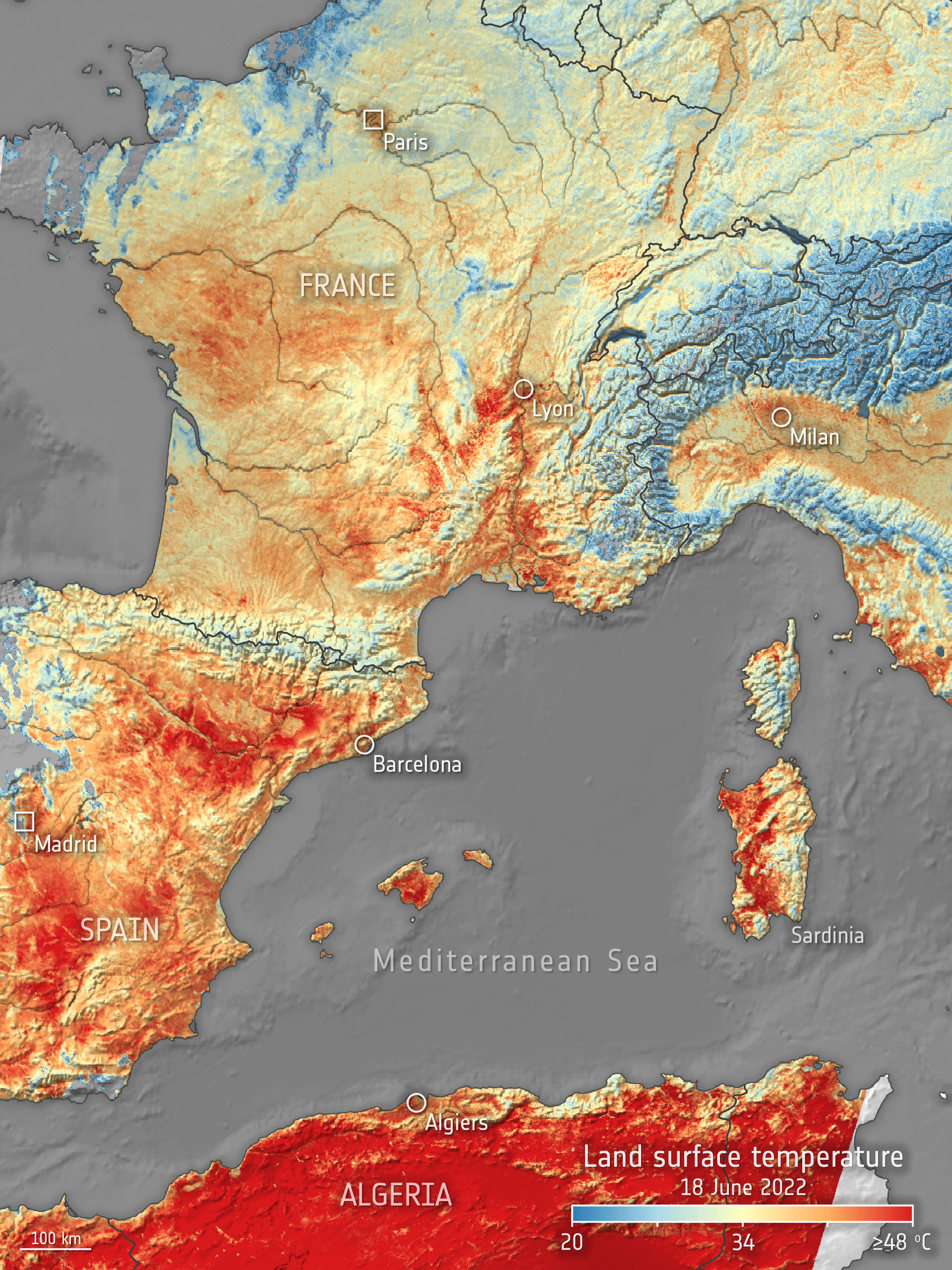
صورة لوكالة الفضاء الأوروبية من يوم السبت 18 يونيو، تظهر درجة الحرارة في العديد من المناطق في فرنسا والتي تجاوزت

في 16 يونيو، قامت ميتيو فرنسا (بالفرنسية: Météo-France)‏ وهي خدمة الأرصاد الجوية الوطنية الفرنسية في السادس عشر من حزيران/يونيو برفع حالة التأهب إلى اللون الأحمر في 12 إقليم من أقاليم فرنسا وإلى اللون البرتقالي في 25 إقليم آخر بسبب موجة الحر. كانت الأقاليم التي وُضعت في حالة تأهب أحمر بشكل أساسي هي تلك الواقعة في الجنوب الغربي، على طول ساحل المحيط الأطلسي والجنوب، بينما كانت الحرارة بشكل عام أقل حدة في الشمال والشرق. كانت هذه الموجة الحارة هي الأحدث في العام منذ بدء التسجيلات وكانت المرة الرابعة التي يصدر فيها تحذير من الحرارة باللون الأحمر منذ تفعيل البروتوكول بعد موجة الحر عام 2003.
بحلول السابع عشر من حزيران/يونيو رُفع الإنذار إلى اللون الأحمر في 14 إقليم آخر بما في ذلك البرانس العليا والبرانس الأطلسية إلى 12 إقليم من اليوم السابق، وكذلك رُفع التحذير إلى اللون البرتقالي في 56 إقليمًا أخرى.

#### يوليو
اندلعت في تموز/يوليو حرائق غابات في جرندة بمساحة تُقدَّر بأكثر من 10,000 هكتار (25,000 أكر)، مما تسبب في إجلاء أكثر من 12000 شخص.

### ألمانيا
شهدت ألمانيا من 14 إلى 20 حزيران/يونيو 1636 حالة وفاة محتملة مرتبطة بالحرارة تُعزى إلى درجات الحرارة التي وصلت إلى 39.2 °م (102.6 °ف).

### أيرلندا
أصدرت ميت إيريان (بالإنجليزية: Met Éireann)‏ وهي خدمة الأرصاد الجوية الحكومية الرسميّة في جمهورية أيرلندا تحذيرًا بشأن درجات الحرارة العالية في 13 تموز/يوليو، حيث كان من المتوقع أن تصل درجات الحرارة إلى نهاية العشرينات وربما تتجاوز 30 °م (86 °ف) من الأحد 17 إلى الثلاثاء 19 يوليو. أصدرت ميت إيريان لاحقًا تحذيرًا من حالة ارتفاع درجة الحرارة باللون الأصفر لأيرلندا في 15 يوليو، حيث كان من المحتمل أن تصل درجات الحرارة المرتفعة «بشكل استثنائي» إلى 32 °م (90 °ف).
بلغت درجة الحرارة يوم الاثنين 18 تموز/يوليو نحو 33 °م (91 °ف) في فينيكس بارك في دبلن، وهي واحدة من أعلى درجات الحرارة المسجَّلة على الإطلاق في أيرلندا، محطمة الأرقام القياسية لدرجات الحرارة سابقًا، حيث كانت أعلى درجة حرارة مُسجلة قد بلغت 33.3 °م (91.9 °ف) درجة في قلعة كيلكيني في عام 1887، لكن البعض في السنوات الأخيرة دعا إلى إعادة تقييم السِجّل السابق. لقي أربعة أشخاص مصرعهم في أيرلندا منذ 11 تموز/يوليو في حوادث متعلقة بالمياه والحرارة في مقاطعة كيري، ومقاطعة ليش، ومقاطعة دبلن، ومقاطعة كلير.

### إيطاليا
بلغ عدد حرائق الغابات في إيطاليا ثلاثة أضعاف المتوسط التاريخي بحلول نهاية حزيران/يونيو، حيثُ وصلت درجات الحرارة في روما إلى 40.8 °م (105.4 °ف) في 28 يونيو، وانهار نهر جليدي على جبل مارمولادا في 4 يوليو، مما أسفر عن مقتل 11 شخصًا، ويُعزى الانهيار إلى درجات الحرارة العالية بشكل غير طبيعي. جرى في الخامس من تموز/يوليو إعلان حالة الطوارئ في خمس مناطق شمالية استجابة للجفاف الشديد في وادي بو، وهو الأسوأ منذ 70 عامًا، ولاحقًا في توسكانا.
اندلع حريق كبير في ماسروسا (مقاطعة لوكا) في مساء يوم 18 يوليو امتد لأكثر من 500 هكتار (20 يوليو) حتى وصل إلى مقاطعة بيزا.

### هولندا
أصدر المعهد الملكي الهولندي للأرصاد الجوية في 18 تموز/يوليو تحذيرًا باللون البرتقالي للمقاطعات الوسطى والجنوبية، وكانت درجات الحرارة المتوقعة تبلغ 36 °م (97 °ف) في المقاطعات الوسطى و38–39 °م (100–102 °ف) في الجنوب يوم الثلاثاء 19 يوليو. بالرغم من أن الحرارة الشديدة نادرة في هولندا، حيث سُجلت تسعة أيام فقط بدرجات حرارة أعلى من 35 °م (95 °ف) منذ بدء القياس في محطة الطقس المركزية عام 1901، لكنّ هولندا شهدت عام 2019 درجات حرارة تجاوزت 40 °م (104 °ف) درجة لأول مرة في التاريخ المسجل.

### النرويج

#### يونيو
وصلت الحرارة في ترومسو في 28 حزيران/يونيو إلى 29.7 °م (85.5 °ف)، وهو رقم قياسي لهذا الشهر، ووصلت في ميهامن إلى 30.8 °م (87.4 °ف)، وهي أعلى من سجلها السابق لشهر يونيو بحوالي 10 درجات. سجلت سالتدال رقما قياسيا لشهر يونيو حيث وصلت درجات الحرارة إلى 31.6 °م (88.9 °ف).

#### يوليو
أفاد معهد الأرصاد الجوية النرويجي في تموز/يوليو أن عدة مناطق قد تصل درجات الحرارة بها إلى أعلى من 30 °م (86 °ف)، ففي مدينة ستافنجر، كان من المتوقع أن تصل درجات الحرارة إلى 32 °م (90 °ف) درجة، وفي مقاطعة نوردلان، كان من المتوقع أن يكون يومي 20 و21 يوليو هما الأكثر سخونة بدرجات حرارة أعلى من 25 °م (77 °ف). وفي أوست-فينمارك وفينماركسفيدا، كان من المتوقع أن تصل درجات الحرارة في 21 و22 يوليو إلى 25 °م (77 °ف). مع ذلك لا يعتقد معهد الأرصاد الجوية أنه سيحدث تحطيم لأي من الأرقام القياسية الوطنية. حذرت هيئة الإذاعة النرويجية من التأثيرات على الصحة العقلية بسبب الحرارة الشديدة، بما في ذلك زيادة معدلات الانتحار والعدوانية.

### بولندا
في 19 يونيو، تجاوزت درجات الحرارة في غرب بولندا 36 °م (97 °ف) درجة. وصلت درجة الحرارة العظمى في سوبيتس إلى 38.3 °م (100.9 °ف) درجة. وهذا يعادل الرقم القياسي لأعلى درجة حرارة لشهر يونيو (رقم قياسي جرى تسجيله في عام 2019). ومرة أخرى، بلغت درجات الحرارة ذروتها في نهاية الشهر، ففي 30 يونيو، سجلت تسع محطات أرصاد جوية درجات حرارة قياسية. كما حدثت أرقام جديدة في 1 يوليو. في تارنوف، وصلت درجة الحرارة إلى 37.7 °م (99.9 °ف)، محطمةً الرقم القياسي لشهر يوليو. وسجلت كروسنو حرارة بلغت 35.5 °م (95.9 °ف)، وهي أعلى درجة حرارة في تاريخ تلك المحطة.
في 22 يونيو، توفي طفل يبلغ من العمر سنة واحدة حين تُرك بالخطأ في سيارة في شتشين. في 24 يونيو، توفي رجل في طابور للسيارات على الحدود البولندية الأوكرانية، نتجت وفاته عن الاشتباه في ارتفاع درجة الحرارة. في 26 يونيو في Płońsk، توفي رجل من ضربة شمس.

### البرتغال
في يوليو، اندلعت حرائق الغابات في ليريا لمساحة أكثر من 3,000 هكتار (7,400 أكر)، مما أدى إلى إغلاق جزء من طريق A1 الذي يمتد من بورتو إلى لشبونة. وفي الغرب البرتغالي، اندلع حريق في مدينة فارو امتد إلى منتجع Quinta do Lago. وبحسب هيئة الحماية المدنية، فقد أصيب ما لا يقل عن 135 شخصًا منذ اندلاع حرائق الغابات، وجرى إجلاء حوالي 800 شخص من منازلهم. وتوفي طيار عندما تحطمت طائرته التي كانت تقوم بالإطفاء الجوي في فيلانوفا ديفوزكوا أثناء مكافحة حرائق الغابات في المنطقة. ومات ما لا يقل عن 238 شخصًا بسبب الحر، وأُصيب قرابة 187 شخصًا. وبحلول 17 يوليو، أبلغت المديرية العامة للصحة البرتغالية عن حوالي 659 حالة وفاة مرتبطة بموجة الحر.
بحلول 18 يوليو، ارتفع عدد الوفيات المرتبطة بموجة الحر إلى 1063.

### إسبانيا

#### يونيو

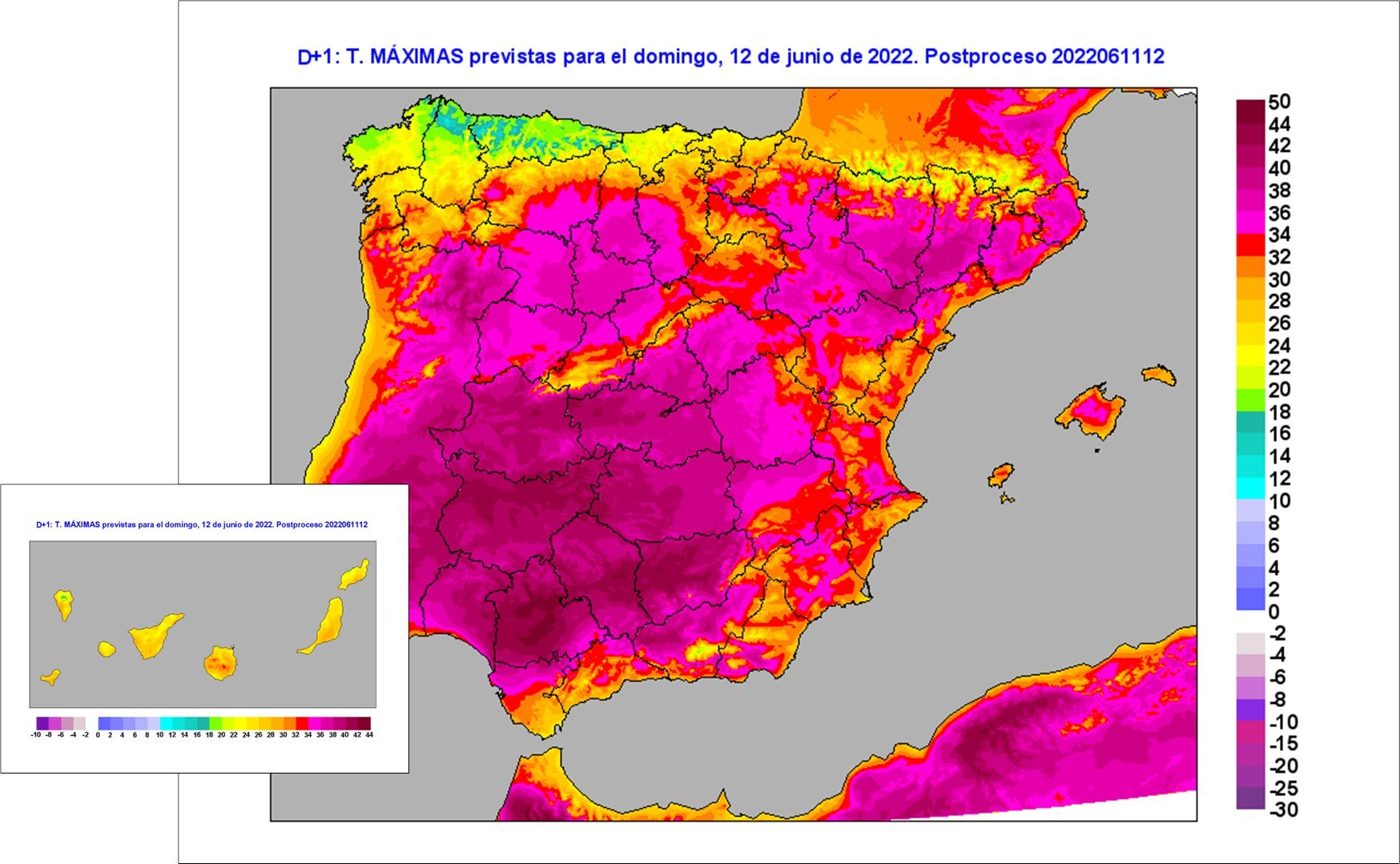
درجات الحرارة القصوى المتوقعة ليوم 12 يونيو في شبه الجزيرة الايبيرية.

أصدرت AEMET تحذيرًا من موجة الحرارة في 10 يونيو في 12 مقاطعة، وصدرت تنبيهات صفراء في أراغون وقشتالة وكاتالونيا وإكستريمادورا ومدريد، وكذلك تنبيه باللون البرتقالي في أندلسية. في البداية، توقع مؤشر AEMET أن تستمر موجة الحر حتى يوم الأربعاء 15 يونيو، على الرغم من أنها توقعت أن الحرارة قد تستمر لبقية الأسبوع.
في 11 يونيو، سُجلت درجات حرارة عالية في جنوب غرب شبه الجزيرة، وصلت إلى 41 °م (106 °ف) في إشبيلية. وظلت التنبيهات نشطة أيضًا في أراغون وقشتالة وليون، وعلى مستوى برتقالي لإكستريمادورا وأندلسية.
في 12 يونيو، وصلت درجات الحرارة إلى 43.2 °م (109.8 °ف) درجة في المعدن (مقاطعة ثيوداد ريال)، وهي أعلى قيمة في موجة الحر. وسُجلت درجات الحرارة فوق 40 °م (104 °ف) في 47 محطة في شبكة AEMET. أصدرت الوكالة إشعارًا خاصًا رقم 3/2022 بمعلومات حول الظاهرة وبدأت خطة وطنية للإجراءات الوقائية.

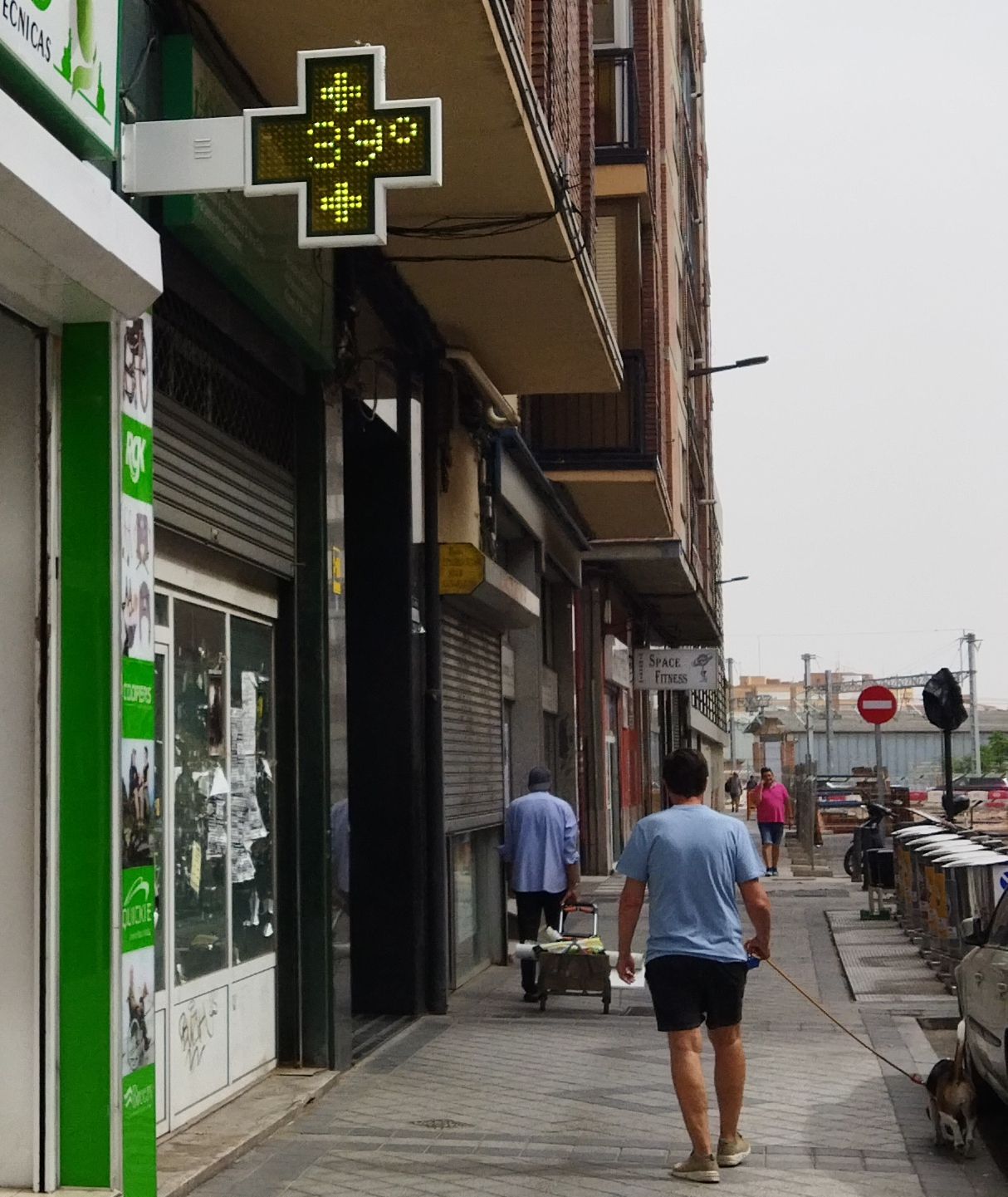
مقياس حرارة يظهر في أحد شوارع بلد الوليد في 15 يونيو.

في 14 يونيو، انتشرت موجة الحر إلى جنوب غاليسيا وداخل بحر كانتابريا. استمرت الحرارة في الليل لتظهر الليالي الاستوائية أيضًا، ولم تقل درجة الحرارة عن 20 °م (68 °ف) في العديد من المقاطعات. كان من المتوقع أن تصل ذروة موجة الحر يوم الجمعة، 17 يونيو، مع إمكانية تسجيل درجات حرارة قياسية في سرقسطة ولاردة وقرطبة.
النقاط الوحيدة في إسبانيا التي لم تتأثر بهذه الموجة من الحرارة هي أشتورية وجزر الكناري. توقعت AEMET في بيانها اليومي نهاية هذه الموجة في 18 يونيو، حيث تسبب الهواء الأفريقي الساخن في عدم الاستقرار.
صرح روبين ديل كامبو من AEMET أن هذه كانت «أشد موجة حرارة في منتصف شهر يونيو، على الأقل، خلال العشرين عامًا الماضية».
كان اليوم الأخير من الموجة الحارة الإسبانية في 18 يونيو، وهو حدث أطلق عليه «مكثف وشامل وغير عادي» وفقًا لـ AEMET، والذي حدد أن موجة الحر في فصل الربيع كانت الأكبر منذ أن بدأت إسبانيا في الاحتفاظ بالسجلات.
بين 11 و20 يونيو، توفي 829 شخصًا بسبب الحر في إسبانيا.

#### يوليو
في يوليو، تعرضت إكستريمادورا لحرائق غابات امتدت إلى سالامانكا في قشتالة وليون وأحرقت أكثر من 4,000 هكتار (9,900 أكر).
في 14 يوليو، أعلن معهد كارلوس الثالث الصحي أن 43 شخصًا على الأقل لقوا حتفهم يومي 10 و11 يوليو بسبب الحر.
في 16 يوليو، أفيد أن ما لا يقل عن 360 شخصًا لقوا حتفهم بين 10 يوليو و15 يوليو بسبب الحر.
في 17 يوليو، حدث حريق هائل في El Pont de Vilomara في وسط كاتالونيا.
في 18 يوليو، أفاد معهد كارلوس الثالث الصحي بحدوث 150 حالة وفاة أخرى مرتبطة بالحرارة في 16 يوليو، ليصل إجمالي عدد الوفيات إلى 510.
في 19 يوليو، أبلغ معهد كارلوس الثالث الصحي عن 169 حالة وفاة أخرى مرتبطة بالحرارة في 17 يوليو، وبذلك يصل إجمالي عدد الوفيات إلى 679.

### سويسرا
في 15 يونيو، صدر تحذير من موجة حر في كانتون تيسينو. وفي اليوم التالي، أصدرت مقاطعتا جنيف وفود تحذيرات مماثلة.
في 16 يونيو، أفاد المكتب الفيدرالي للأرصاد الجوية وعلم المناخ (MeteoSwiss) أن درجات الحرارة تراوحت من 31 إلى 31–33 °م (88–91 °ف) في جبال الألب الجنوبية ووسط فاليه ومنطقة بحيرة جنيف، لكنها تجاوزت فقط العتبة التي تعتبر موجة حرارية (متوسط درجة الحرارة 25 °م (77 °ف) على مدار اليوم) على المستوى المحلي.
في 17 يونيو، قامت MeteoSwiss بإصدار تحذيرات برتقالية وصفراء لموجات الحر في معظم أنحاء البلاد. كان متوقعًا أن تصل درجات الحرارة القصوى إلى ما بين 32–37 °م (90–99 °ف) في الفترة من 17 يونيو إلى 21 يونيو في المناطق المنخفضة في فاليه وروماندي، ومنطقة بازل.

### المملكة المتحدة

#### يونيو
في 14 يونيو، في ضوء توقعات مكتب الأرصاد الجوية بارتفاع درجات الحرارة، أصدرت وكالة الأمن الصحي في المملكة المتحدة (UKHSA) تحذيرات من المستوى 2 «تنبيه وجاهزية» في عدة مناطق للفترة بين منتصف ليل 16 يونيو ومنتصف ليل 18 يونيو.. وكانت المناطق المتضررة هي لندن، وميدلاند الشرقية، وشرق إنجلترا، والجنوب الشرقي، وجنوب غرب إنجلترا.
في 15 يونيو، أصدرت UKHSA تحذيرات من المستوى 3 «أحداث الموجات الحرارية» في لندن وشرق وجنوب شرق إنجلترا، مع الحفاظ على تحذيرات المستوى 2 لميدلاند الشرقية وجنوب غرب إنجلترا. وفقًا لتوقعات مكتب الأرصاد الجوية، وصلت ذروة الحرارة يوم الجمعة، لتصل إلى الحد اللازم لكونها موجة حر، قبل أن تنخفض درجات الحرارة بشكل كبير في 18 يونيو. في 17 يونيو، وصلت درجة الحرارة في لندن إلى 32.7 °م (90.9 °ف) فيما يُعد أكثر يوم حرارة في موجة الحر لشهر يونيو.

#### يوليو

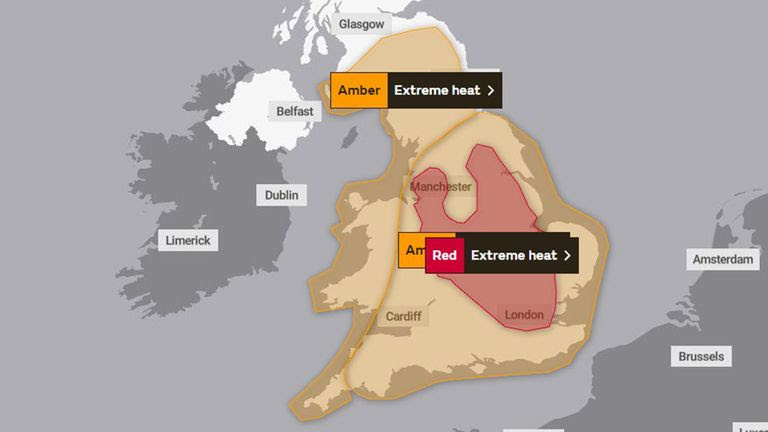
تحذيرات الطقس الصادرة عن مكتب الأرصاد الجوية في الفترة من 18 إلى 19 يوليو.

في 8 يوليو، أصدر مكتب الأرصاد الجوية تحذيرًا من الحرارة في أجزاء من إنجلترا وويلز. وفي 15 يوليو، رفع المكتب مستوى التحذير من الموجة الحارة إلى 4، «المرض والوفاة يحدث بين الأشخاص الأصحاء وذوي اللياقة - وليس فقط بين المجموعات المعرضة للخطر». أصدر مكتب الأرصاد الجوية أول تحذير من الحرارة الشديدة (تحذير أحمر) بعد أن كانت هناك توقعات بوصول الحرار لأكثر من 40 °م (104 °ف) في بعض أجزاء إنجلترا، وأُعلنت حالة الطوارئ الوطنية.
في 18 يوليو، وهو اليوم الأول من الإنذار الأحمر، وصلت درجات الحرارة إلى 38.1 °م (100.6 °ف) في سانتون داونهام، سوفولك. مع احتمال أن تحطم ويلز الرقم القياسي لأعلى درجة حرارة مسجلة، وصلت إلى 37.1 °م (98.8 °ف) سجلت في Hawarden. بلغت درجة الحرارة في جزر القنال درجة قياسية جديدة بلغت 38 °م (100 °ف) في سانت هيلير. بين يومي 18 و19 يوليو، شهدت المملكة المتحدة أعلى درجة حرارة مسجلة خلال الليل، بلغت 25.9 °م (78.6 °ف) في Emley Moor، غرب يوركشاير.
في 19 يوليو، بلغت درجة الحرارة 40.3 °م (104.5 °ف) في Coningsby، لنكولنشاير، وهي أعلى درجة حرارة جرى تسجيلها على الإطلاق في تاريخ البلاد. وفي اسكتلندا أيضًا بلغت درجة الحرارة مستوى قياسي جديد حيث بلغت 34.8 °م (94.6 °ف) في Charterhall.
لقي ما لا يقل عن عشرة أشخاص مصرعهم في حوادث متعلقة بالمياه في البلاد منذ أن بدأ ارتفاع درجة الحرارة. وأعلنت فرقة الإطفاء في لندن وقوع حادث كبير بعد اندلاع عدة حرائق في أنحاء العاصمة نتيجة لموجة الحر.